# Oliver Peev
Oliver Peev (Skopje, 6 de agosto de 1987) é um futebolista macedônio que atua no FK Vardar. Já atuou na saleção sub-21 da Macedônia, jogando 15 partidas e marcando 1 gol.